# A-001

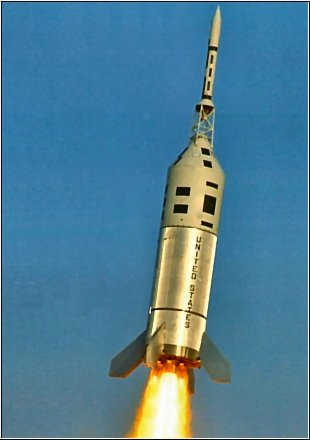
Start rakiety Little Joe II

A-001 – test rakietowego systemu ratunkowego (LES) przeprowadzony 13 maja 1964 roku w ramach programu Apollo. W teście wzięła udział makieta statku Apollo, tzw. „boilerplate”.

## Cele testu[1]
- Test strukturalnej integralności systemu ratunkowego (LES – Launch Escape System).
- Weryfikacja zdolności systemu ratunkowego do przeniesienia modułu dowodzenia na przewidzianą odległość od rakiety.
- Określenie stabilności aerodynamicznej rakiety i statku Apollo wyposażonego w system ratunkowy.
- Wykazanie sprawności systemu separacji modułu dowodzenia i modułu serwisowego statku Apollo.
- Wykazanie sprawności układu sekwencyjnego systemu spadochronów statku Apollo (ELS - Earth Landing System).
- Wykazanie kompatybilności rakiety Little Joe II i statku Apollo.
- Wykazanie poprawności działania spadochronów statku Apollo.
- Określenie obciążeń aerodynamicznych statku Apollo spowodowanych fluktuacjami ciśnienia (turbulencjami) podczas startu rakiety Little Joe II.

## Parametry[1]
1. Masa całkowita: 26 277 kg
2. Masa ładunku: 11 492 kg
3. Masa rakiety: 14 785 kg
4. Maksymalna wysokość: 7,9 km

## Przebieg testu
13 maja 1964 roku odbył się krótki lot rakiety Little Joe II. Makieta oznaczona jako BP-12, w której umieszczono aparaturę pomiarową, została wystrzelona ze stanowiska startowego nr 36 w White Sands Missile Range o 13:00 GMT. Na polecenie z ziemi nastąpiło wyłączenie silnika rakiety Little Joe II, uruchomienie silników systemu ratunkowego LES oraz oddzielenie się makiety modułu dowodzenia od modułu serwisowego i jej oddalenie. Wzbiła się ona na wysokość 7,9 km. W 44 sekundzie po starcie nastąpiło odłączenie się wieży ucieczkowej systemu LES od modułu dowodzenia, a wkrótce potem zainicjowano wypuszczenie spadochronów. W trakcie lądowania makiety modułu dowodzenia zerwał się jeden z głównych spadochronów, lecz makieta wylądowała bezpiecznie na pozostałych dwóch, z większą jednak niż zakładano prędkością. Lot modułu dowodzenia trwał łącznie 5 min i 50,3 s.
Poza problemem ze spadochronem pozostałe zadania testu zostały wykonane.